# Grand Kru County
Grand Kru County är en region i Liberia. Den ligger i den sydöstra delen av landet, 300 km sydost om huvudstaden Monrovia. Grand Kru County bildades 1984/1985 genom en sammanslagning av Sasstown och Kru Coast. Dess regionhuvudort är Barclayville. Regionen delas in i fyra distrikt:
- Buah District
- Lower Kru Coast District
- Sasstown District
- Upper Kru Coast District